# Вьетнамско-северокорейские отношения
Вьетнамско-северокорейские отношения — двусторонние отношения между Вьетнамом и КНДР. Дипломатические отношения между странами были установлены 31 января 1950 года.

## История
В июле 1957 года президент Демократической Республики Вьетнам Хо Ши Мин впервые посетил КНДР. В ноябре-декабре 1958 года и в ноябре 1964 года лидер КНДР Ким Ир Сен посещал Северный Вьетнам. В феврале 1961 года правительства двух стран заключили соглашение о научно-техническом сотрудничестве. Во время войны во Вьетнаме, КНДР оказала существенную экономическую и военную помощь Северному Вьетнаму (1966 год: 12,3 млн рублей; 1967 год: 20 млн; 1968 год: 12,5 млн; 1969 год: 12,5 млн). В 1968 году примерно 2000 вьетнамских студентов получили бесплатно образование в КНДР. 
В октябре 1966 года Трудовая партия Кореи приняла решение в начале 1967 года направить эскадрильи в Северный Вьетнам, чтобы поддержать северовьетнамскую авиацию при обороне Ханоя. В 1968 году 200 северокорейских пилотов проходили службу во Вьетнаме (см. Северокорейские лётчики во Вьетнамской войне). Кроме того, по крайней мере, два зенитных артиллерийских полка, оружие, боеприпасы и два миллиона комплектов обмундирования были направлены корейцами для своих товарищей в Северном Вьетнаме. Ким Ир Сен приказал пилотам сражаться в войне, как будто вьетнамское небо является их собственным. С 1968 года, однако, отношения между Пхеньяном и Ханоем начали ухудшаться в силу различных причин. КНДР хотела чтобы Соединённые Штаты Америки увязли во Вьетнамской войне и поэтому негативно отреагировала на подписание Парижского мирного соглашения. 
В годы Гражданской войны в Камбодже, КНДР одобрила китайский план по созданию единого фронта из пяти революционных стран Азии (КНР, КНДР, Вьетнам, Лаос и Камбоджа), в то время как Северный Вьетнам отверг этот план на том основании, что Советский Союз не вошел в список членов, а также из-за того что создание подобного фронта ставило под сомнение вьетнамское господство в Индокитае. Во время Кампучийско-вьетнамского конфликта руководство КНДР осудило вьетнамское вторжение в Камбоджу и отказалось признать Народную Республику Кампучия. В 1990-х и 2000-е годы северокорейско-вьетнамские отношения продолжили ухудшаться из-за инвестиционных и торговых споров. Бывший вьетнамский посол в Южной Корее является выпускником Университета имени Ким Ир Сена.

## Саммит КНДР—США (2019)
Второй саммит США и КНДР состоялся 27–28 февраля в столице Вьетнама. В ходе встречи Ким Чен Ын просил о снятии санкций с КНДР. Саммит закончился без подписания какого-либо итогового документа.